# Perdiguera
Perdiguera è un comune spagnolo di 519 abitanti situato nella comunità autonoma dell'Aragona.